# カレル・ファブリティウス
カレル・ファブリティウス（Carel Pieterszoon Fabritius [ˈkaːrəl faːˈbritsijɵs]、1622年2月27日 - 1654年10月12日）は17世紀前半のオランダの画家で、レンブラント・ファン・レインのもっとも才能ある弟子のひとり。

## 生涯

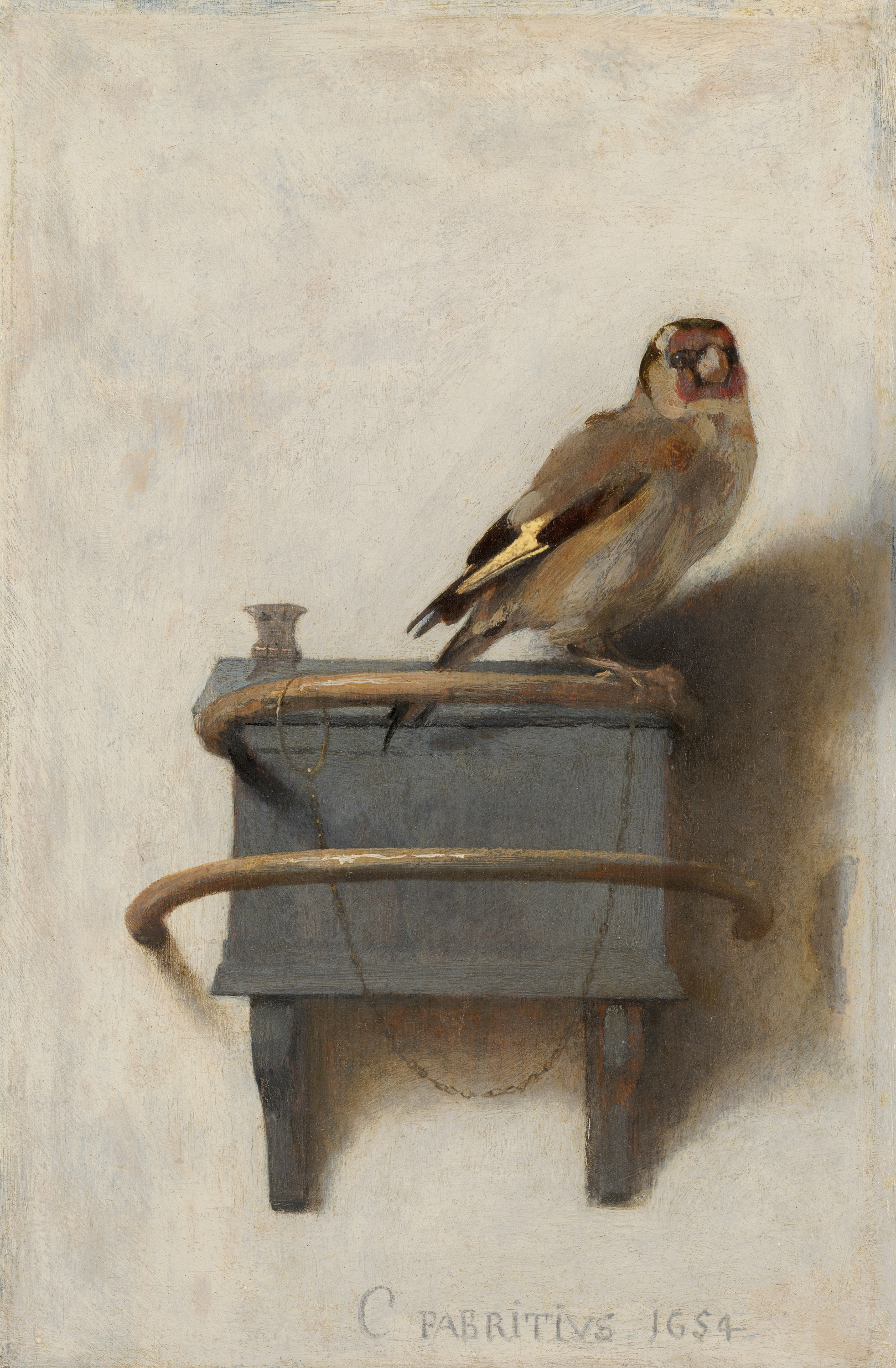
『ゴシキヒワ』（The Goldfinch, 1654年）。冷たい色の調和と、控え目な光の効果、明るい背景といったファブリティウスの特徴がよく表れている

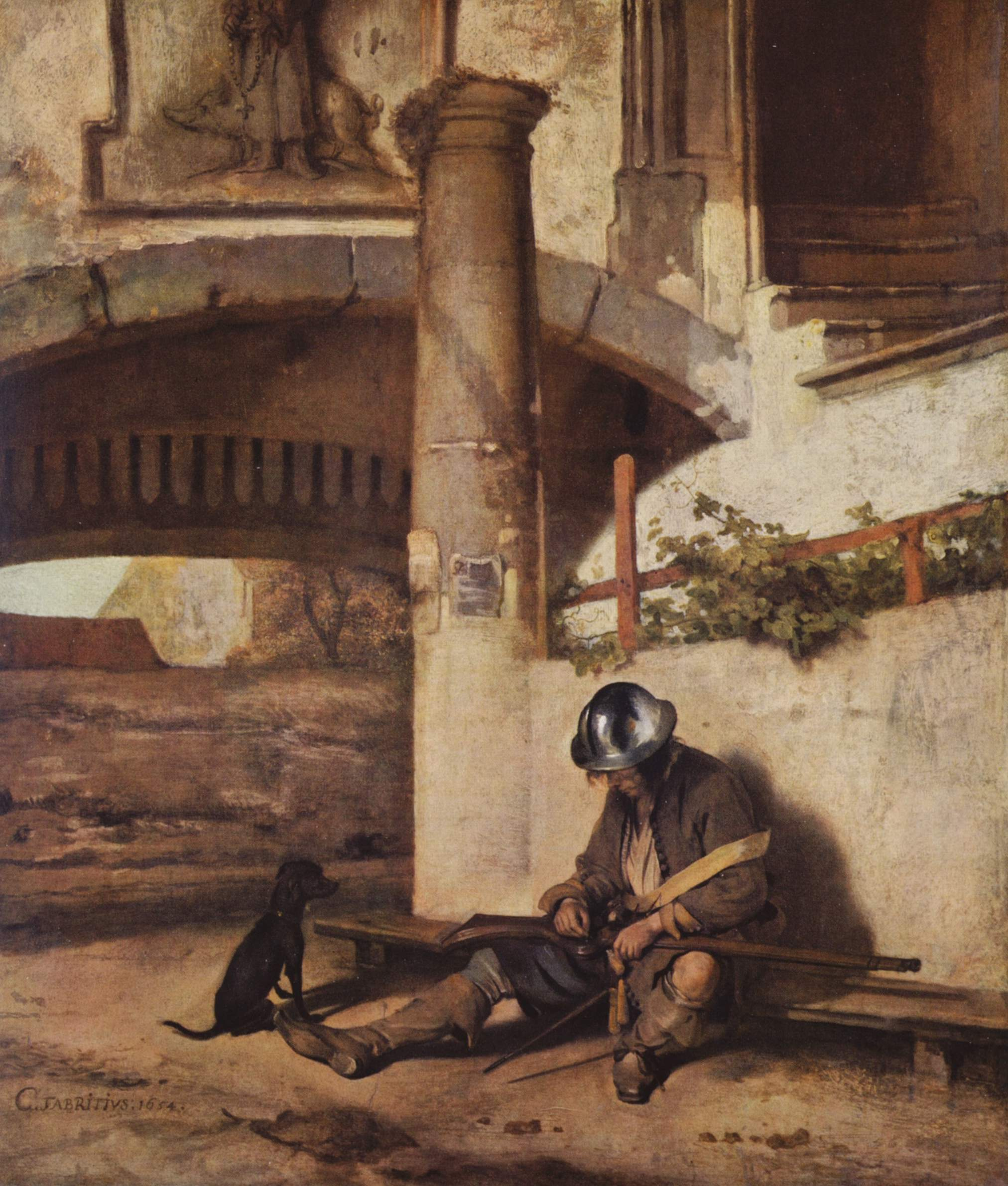
『歩哨』（The Sentry, 1654年）

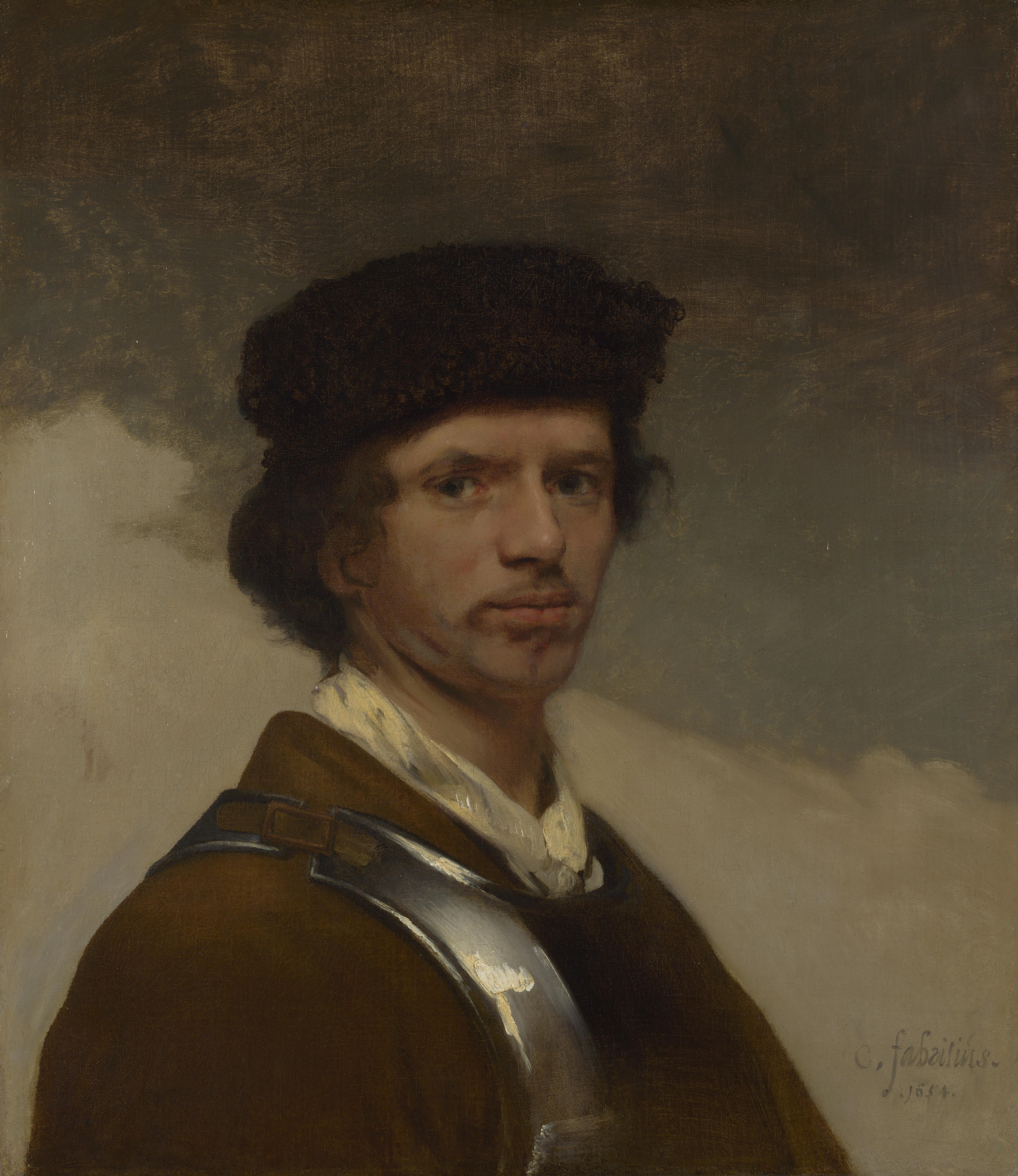
『毛皮の帽子と胴鎧の若者（おそらく自画像）』1654年

ファブリティウスは開発されて間もないベームスター干拓地の町ミデンベームステル（Middenbeemster）で学校教師の息子として生まれた。彼は最初は大工（ラテン語のファーベルからファブリティウスの姓を用いた）として働いたが、1640年代前半に兄のバーレント・ファブリティウス（Barent Fabritius）とともにアムステルダムのレンブラントの工房で絵を学んだ。1650年代初頭にデルフトへ移り、1652年にデルフトの画家ギルドに加入した。
その2年後の1654年10月12日、弾薬庫の40トン以上の火薬が爆発しデルフト市街の4分の1が破壊され、数千人が負傷し死者100人以上が出る大惨事が起こった。ファブリティウスの工房も爆発に巻き込まれた。ファブリティウスはがれきの下から助けられたが搬送先の病院で息を引き取り、若くして不慮の死を遂げた。この爆発で作品の大半も失われ、今日に残る彼の作品は10点余りにすぎない。
レンブラントの弟子たちの中で、レンブラントから離れた独自の様式を築くことができたのはファブリティウスだけであった。レンブラントの典型的な肖像画は一様に黒い背景の中に光のあたった対象が浮かび上がっている。これに対し、ファブリティウスの肖像画は、明るい色で目の粗い背景に、控え目に光のあたった対象が浮かび上がっている。またファブリティウスはルネサンス以来の図像学への集中から離れ、絵画の技術的側面に興味を持つようになった。彼は冷たい色による調和を、光のあふれる画面の中に鋭さを創り出すために使っている。
ファブリティウスは複雑な空間が作る効果にも関心を持った。『楽器商のいるデルフトの眺望』（A View in Delft, with a Musical Instrument Seller's Stall, 1652年）の誇張された遠近法にこれを見ることができる。彼は遠近法を巧みに用いただまし絵風の壁画を描いたともされるが知られている作品はない。また『ゴシキヒワ』（The Goldfinch, 1654年）に見るように絵具を多く載せた筆遣いの巧みさにも秀でていた。
これらの特質はファブリティウスより若いデルフトの偉大な画家たち、ピーテル・デ・ホーホやヨハネス・フェルメールらの作品にも見られ、ファブリティウスが強い影響を彼らに与えたとも考えられる。

## 主な作品
- 1640年頃 『洗礼者ヨハネの斬首』 The Beheading of John the Baptist, キャンバスに油彩、149 x 121 cm, アムステルダム国立美術館、アムステルダム
- 1643年 『ラザロの復活』 The Raising of Lazarus, キャンバスに油彩、ワルシャワ国立美術館、ワルシャワ
- 1643/45年 『ハガルと天使』 Hagar and the Angel, キャンバスに油彩、157.5 x 136 cm, レジデンツギャラリー、ザルツブルク
- 1645年 - 47年 『メリクリウスとアルゴス』  Mercury and Aglauros キャンバスに油彩、72.4 x 91.1 cm, ボストン美術館、ボストン
- 1646年 『老人の肖像』 Portrait of an old man, 板に油彩、ルーヴル美術館、パリ
- 1646年 - 1651年 『花を持つ少女』 A Girl with a Broom, キャンバスに油彩、107.3 x 91.4 cm, レンブラント名義の署名、ナショナル・ギャラリー、ワシントンD.C.
- 1649年 『アブラハム・デ・ポッテルの肖像』 Abraham de Potter, キャンバスに油彩、68.5 x 57 cm, アムステルダム国立美術館
- 1650年 『自画像』 Self-portrait, 板に油彩、65 x 49 cm, ボイマンス・ヴァン・ベーニンゲン美術館、ロッテルダム
- 1652年 『楽器商のいるデルフトの眺望』 A View of Delft, with a Musical Instrument Seller's Stall, 板にキャンバスを張り油彩、15.4 x 31.6 cm, ナショナル・ギャラリー、ロンドン
- 1654年 『ゴシキヒワ』 The Goldfinch, 板に油彩、マウリッツハイス美術館、ハーグ
- 1654年 『歩哨』 The Sentry, キャンバスに油彩、68 x 58 cm, シュヴェリーン州立美術館、シュヴェリーン
- 1654年 『毛皮の帽子と胴鎧の若者』 A Young Man in a Fur Cap and a Cuirass, キャンバスに油彩、70.5 x 61.5 cm, ナショナル・ギャラリー、ロンドン（おそらく自画像）

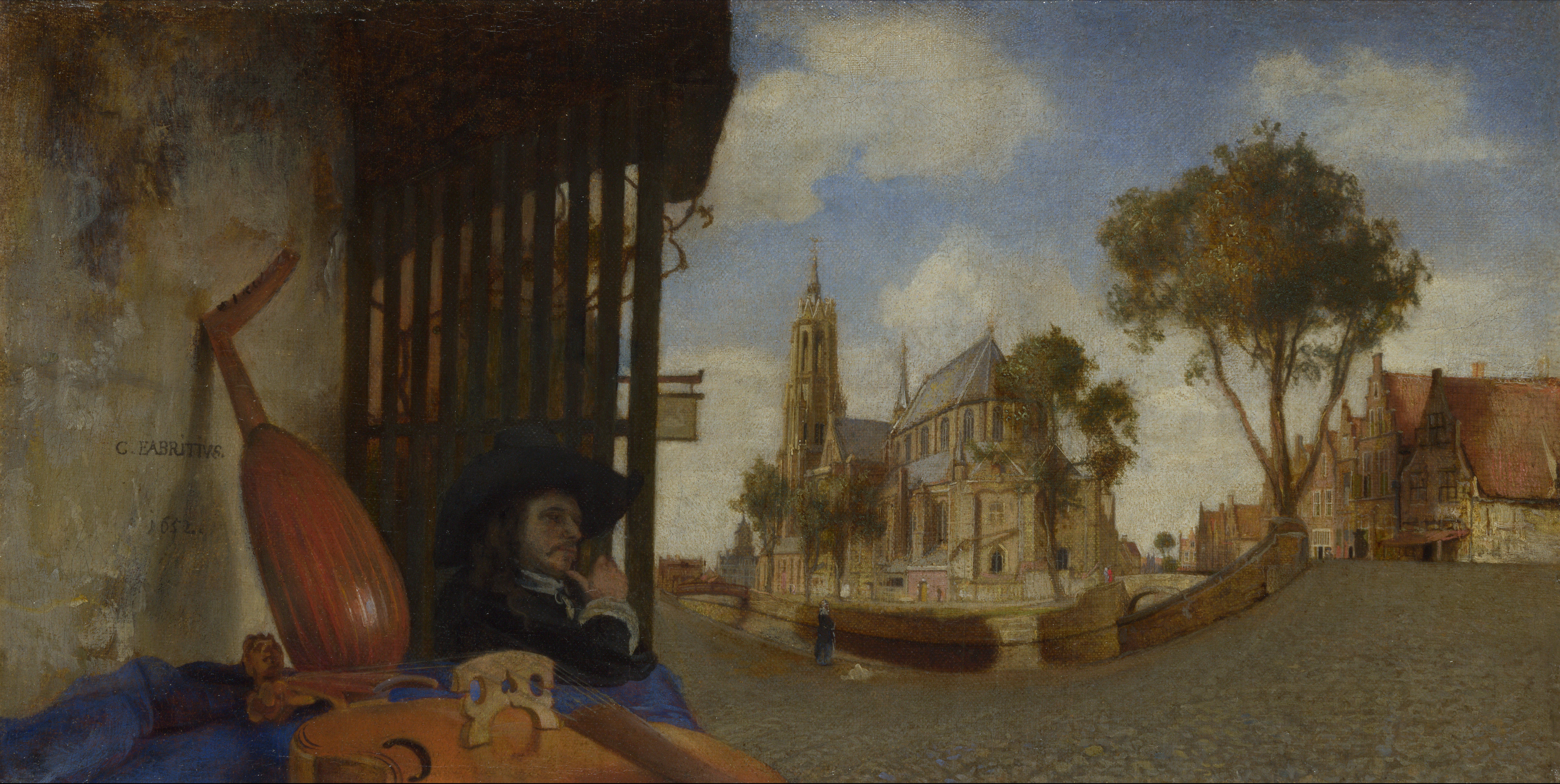
錯視的遠近法を駆使した『デルフトの眺望』（1652年)、ナショナル・ギャラリー (ロンドン)